# Plínio Salgado
Plínio Salgado (São Bento do Sapucaí, 22 de janeiro de 1895 – São Paulo, 8 de dezembro de 1975) foi um escritor, jornalista,e político conservador brasileiro que fundou e liderou a Ação Integralista Brasileira (AIB), partido nacionalista católico de extrema-direita inspirado nos princípios do movimento fascista italiano.
Inicialmente um adepto da ditadura de Getúlio Vargas, posteriormente foi preso e obrigado a se exilar em Portugal, acusado de promover levantes contra o governo. Após retornar ao Brasil, lançou o Partido de Representação Popular (PRP), sendo eleito para representar o Paraná na Câmara dos Deputados em 1958 e reeleito em 1962, desta vez para representar São Paulo. Foi também candidato à presidência da República no pleito de 1955, obtendo 8,28% dos votos. Após o Golpe de Estado de 1964, que acabou por extinguir os partidos políticos, se juntou à Aliança Renovadora Nacional (Arena), obtendo mais dois mandatos na Câmara. Se aposentou da vida política em 1974, apenas um ano antes de sua morte. Foi membro da Academia Paulista de Letras, tendo também fundado alguns jornais.

## Biografia
Nascido na pequena cidade de São Bento do Sapucaí, Plínio Salgado era filho do coronel Francisco das Chagas Salgado (positivista) e da professora Ana Francisca Rennó Cortez, com quem aprendeu as primeiras letras. Sua família era de origem portuguesa. Seu avô paterno, Manuel Esteves da Costa, era filho dum partidário do miguelismo no contexto das Guerras Liberais. Plínio era uma criança muito ativa na escola, tendo desenvolvido gosto por matemática e geometria. Aos dezesseis anos de idade, seu pai morreu — fato que, de acordo com alguns relatos, o transformou num jovem amargo. Após o acontecimento, Plínio demonstrou grande interesse por filosofia e psicologia.
Aos 20 anos de idade, Plínio fundou o jornal semanal Correio de São Bento. Dois anos mais tarde, em 1918, ele começou sua carreira na política, ao participar da fundação do Partido Municipalista, que congregava líderes municipais de cidades do Vale do Paraíba. No mesmo ano, Plínio casou-se com Maria Amélia Pereira e, no dia 6 de julho de 1919, nasceu sua única filha, Maria Amélia Salgado. Quinze dias mais tarde, sua mulher, Maria Amélia Pereira morreu. Deprimido, rejeitou o estudo de filósofos materialistas e buscou conforto na doutrina católica, se interessando por escritos de autores brasileiros como Raimundo de Farias Brito e Jackson de Figueiredo. Mais uma vez, a morte de um ente querido traria grande impacto à vida de Plínio. Ele só se casaria novamente 17 anos depois, com Carmela Patti.
Através de seus artigos no Correio de São Bento, Plínio se tornou conhecido entre os jornalistas da cidade de São Paulo, fato que levou-o a ser convidado para trabalhar no Correio Paulistano, jornal oficial do Partido Republicano Paulista (PRP), em 1920. Ali, onde atuou primeiro como revisor e depois como redator, se tornou amigo do poeta e escritor Menotti del Picchia. Em 1922, Plínio participou discretamente da Semana de Arte Moderna. Em 1924, deixou o Correio Paulistano e empregou-se no escritório de advocacia de Alfredo Egídio de Sousa Aranha, com quem manteria vínculos duradouros, mesmo não sendo formado em Direito.
Publicou seu primeiro romance, O Estrangeiro, em 1926. Depois disso, na companhia de Cassiano Ricardo, Menotti del Picchia e Cândido Mota Filho, alinhou-se ao movimento Verde-Amarelo, vertente nacionalista do modernismo. No ano seguinte, ao lado de Ricardo e del Picchia, fundou o Grupo da Anta, que exaltava os indígenas, em particular os tupis, como verdadeiros portadores da identidade nacional brasileira. No mesmo ano, lançou Literatura e política, livro no qual defende ideias nacionalistas de cunho fortemente antiliberal e pró-agrário, inspirando-se nas obras de Alberto Torres e Oliveira Viana. No livro, se declara anticosmopolita, defensor de um Brasil agrário e contrário ao sufrágio universal. Essa sua guinada ao conservadorismo fez com que Ricardo fundasse, em 1937, ao lado de del Picchia, o Grupo da Bandeira, uma resposta social-democrata ao Movimento Verde-Amarelo e ao Grupo da Anta. Entrevistado sobre a Semana de 22, movimento artístico no qual tomou parte, em 1972, Salgado destacou seu discurso no Tiro de Guerra, em que fazia apologia à Ordem, à Hierarquia e à Autoridade.

### Integralismo

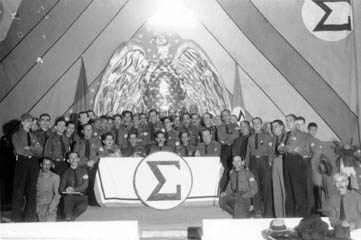
Sessão de encerramento do Congresso Integralista. Plínio Salgado encontra-se sentado ao centro. Blumenau, 1935.

Em 1928 foi eleito deputado estadual em São Paulo pelo PRP. Em 1930, apoiou a candidatura de Júlio Prestes contra Getúlio Vargas. Em seguida, sem terminar o mandato de deputado, viajou à Europa como tutor do filho de Sousa Aranha, tendo se impressionado com a Itália fascista de Benito Mussolini. De volta ao Brasil em 4 de outubro de 1930, um dia após o início da Revolução de 1930, que depôs o presidente Washington Luís, escreveu dois artigos no Correio Paulistano defendendo o governo dele. Contudo, com a vitória dos revolucionários, passou a apoiar o regime instaurado por Vargas, tendo inclusive redigido o manifesto da Liga Revolucionária de São Paulo, organização de apoio a Vargas liderada por Miguel Costa e João Alberto.
Em junho de 1931, cofundou com Augusto Frederico Schmidt na capital paulista o jornal diário A Razão, tornando-se seu redator. Nele, desenvolveu campanha intensa contra a constitucionalização do Brasil. Como resultado, atraiu a ira de ativistas contra a ditadura, que atearam fogo à sede do jornal pouco antes da eclosão da Revolução Constitucionalista de 1932.
Em fevereiro de 1932, Plínio fundou a Sociedade de Estudos Políticos (SEP), que congregava, dentre outros, alguns dos principais intelectuais simpáticos ao fascismo. Meses depois, ele lança o Manifesto de Outubro, que apresentava as diretrizes para a fundação de  um novo partido político, a Ação Integralista Brasileira (AIB). Em fevereiro de 1934, no I Congresso Integralista, em Vitória, Plínio confirmou sua autoridade absoluta sobre a entidade recém-fundada, tendo recebido o título de "chefe nacional" da AIB.

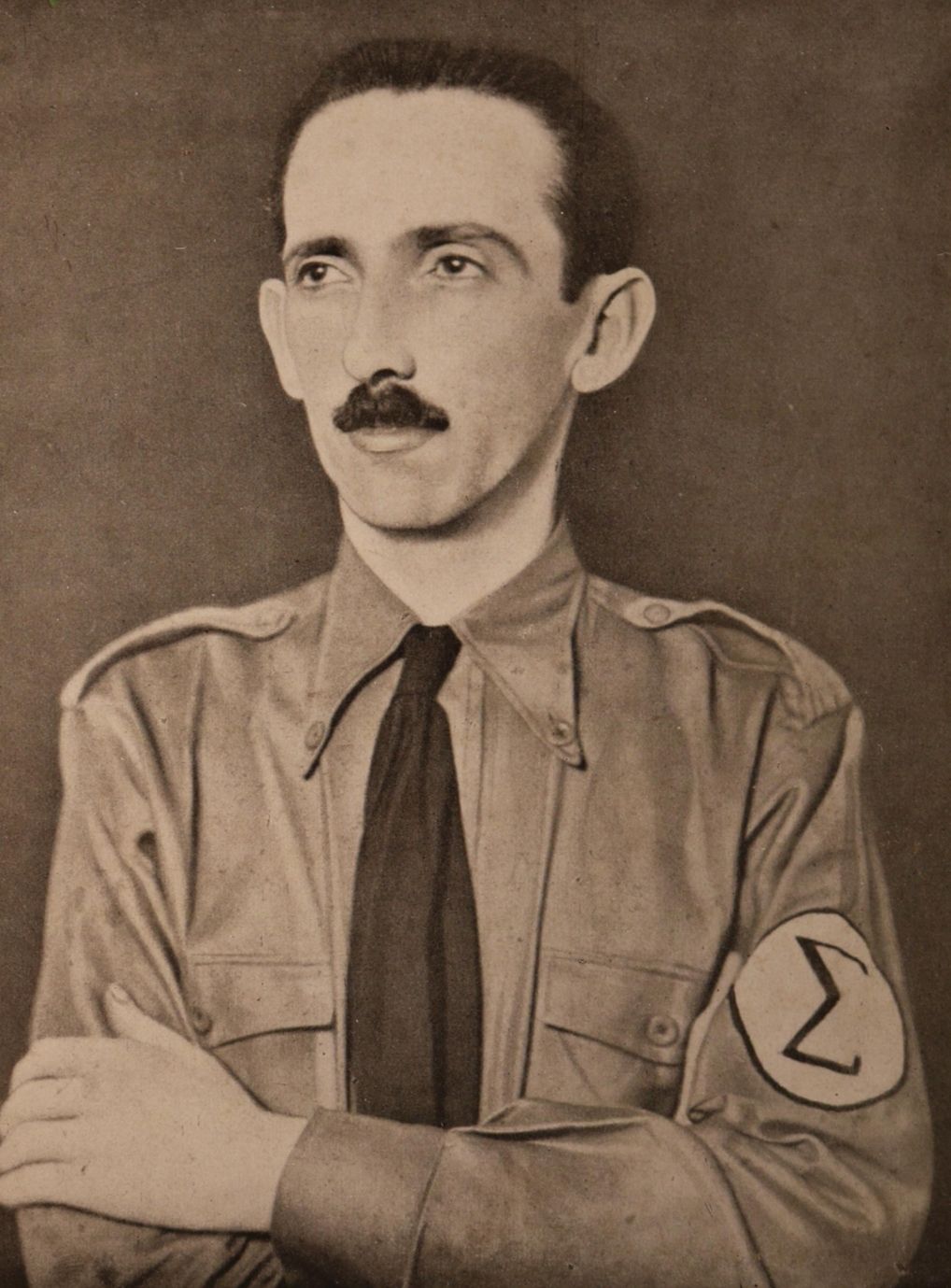
Foto famosa de Plínio Salgado, em 1935. Era afixada nas casas de integralistas

Plínio adaptou quase todo o simbolismo do fascismo, como os uniformes dos militantes, manifestações de rua altamente arregimentadas e uma retórica agressiva. O movimento era financiado diretamente, em parte, pela Embaixada Italiana. Como características próprias do movimento, a saudação romana era acompanhada pelo grito da palavra tupi Anauê, que significa Eis-me aqui, enquanto a letra do alfabeto grego sigma (Σ) servia como símbolo oficial da AIB. Os líderes negros Abdias do Nascimento e João Cândido participaram ativamente do movimento. Deve-se notar que, apesar de Plínio não adotar ideais em discurso próprio como o racismo e o antissemitismo, muito dos militantes do partido adotavam ideias racistas. O jornalista Leandro Narloch afirma sem citar fontes que em 1936, durante um desfile de militantes integralistas, centenas de negros foram espancados no centro do Rio.
O antissemitismo era muito presente nos textos de Gustavo Barroso.
A AIB tinha como base de apoio imigrantes italianos, grande parte da comunidade portuguesa, as classes alta e média e militares, especialmente na Marinha. Conforme o partido crescia, Vargas tinha no integralismo sua única base de apoio mobilizada no espectro da direita, que se extasiava com sua repressão contra a esquerda brasileira.
Em 1937, Plínio lançou sua candidatura presidencial para a eleição prevista para ocorrer em janeiro de 1938. Ciente da intenção de Vargas de cancelar as eleições e se perpetuar no poder, ele apoiou o golpe do Estado Novo, esperando fazer do integralismo a base doutrinária do novo regime, uma vez que Vargas ter-lhe-ia prometido o Ministério da Educação no novo governo. O presidente, no entanto, baniu a AIB, dispensando-lhe o mesmo tratamento que deu aos demais partidos políticos.
No ano de 1938, militantes integralistas tentariam por duas vezes, nos meses de março e maio, promover levantes contra o governo. Apesar de negar participação nos eventos, Plínio foi preso após o levante de maio — sendo aprisionado na Fortaleza de Santa Cruz, em Niterói —, e cerca de um mês depois enviado para um exílio de seis anos em Portugal. Durante o período de exílio forçado, procurou reabilitar sua imagem com o governo Vargas, elogiando-o em alguns manifestos, inclusive quando da declaração de guerra do Brasil à Alemanha e à Itália.

### Após o exílio
Plínio retornou ao Brasil em 1945, com o fim do regime do Estado Novo, quando fundou o Partido de Representação Popular (PRP), com o intuito de reformular a doutrina integralista. Para o historiador Gilberto Calil, em matéria publicada na Revista de História da Biblioteca Nacional, durante essa época "os integralistas fizeram um enorme esforço para esconder seu passado fascista e passaram a se apresentar como defensores da democracia".
Ainda impulsionado pela ambição de se tornar presidente, Plínio concorreu no pleito de 1955 sob sua nova sigla, obtendo apenas 714 mil votos (cerca de 8% do total). Após o pleito, Plínio apoiou a posse do presidente eleito Juscelino Kubitschek, o que era contestado pela União Democrática Nacional (UDN), sendo nomeado por ele diretor do Instituto Nacional de Imigração e Colonização.
Mais tarde, em 1958, foi eleito para representar o estado do Paraná na Câmara dos Deputados. Ele seria reeleito em 1962, desta vez para representar o estado de São Paulo. Dois anos mais tarde, foi um dos oradores na Marcha da Família com Deus pela Liberdade em São Paulo, movimento que se opunha ao presidente João Goulart. Plínio apoiou o Golpe de Estado de 1964 que depôs Goulart e, com a introdução do sistema bipartidário, migra para a Aliança Renovadora Nacional (Arena) junto com boa parte dos militantes do PRP, obtendo mais dois mandatos de deputado federal. Prestigiado entre os militares, chegou a escrever compêndios de Educação Moral e Cívica durante o regime. Em 1974, decide se aposentar da vida pública.
Plínio Salgado morreu no ano seguinte, aos 80 anos de idade, em São Paulo, tendo sido enterrado no Cemitério do Morumbi.

## Crenças
No centro do pensamento social e político de Plínio Salgado, está o "homem integral". Nele se alicerça a sua doutrina do integralismo brasileiro. "Acima dos regimes, que tudo prometem, existe o próprio homem, cuja personalidade cumpre preservar, e acima do homem existe o seu criador, para cujo seio devemos dirigir os nossos passos na terra, através de tão curta passagem por este mundo", escreveu. Ainda de acordo com seu pensamento, "a pessoa humana (...) é ponto de partida e de chegada de todas as cogitações sociais e políticas, o fundamento dos grupos naturais, a fonte do direito e da independência das nações".
Plínio Salgado combateu o que considerou concepções "mutiladoras" ou "unilaterais" do homem, com destaque para o individualismo, o coletivismo e o estatismo. Essas concepções provinham de várias fontes: de um lado, havia o pensamento proveniente de Jean-Jacques Rousseau e de forma geral dos Enciclopedistas; de outro, o "otimismo liberalista de Locke"; e, de outro lado ainda, o "pessimismo totalitarista" de Hobbes. Ele entendia o individualismo como partindo de Rousseau e terminando em Nietzsche, nele se incluindo tanto o positivismo de Comte, como o evolucionismo e o pragmatismo de William James. Para ele, o coletivismo provinha também de Rousseau, desembocando em Marx, enquanto o totalitarismo provinha sobretudo de Hobbes.
Para Plínio Salgado, a consequência dessas concepções "mutiladas" do homem é a produção de monstros: "O monstro indivíduo, o monstro coletividade, o monstro Estado, o monstro raça, o monstro liberdade."
Uns viram no homem apenas sua realidade econômica: é o homem-econômico de Marx. Outros só viram a realidade política: é o homem cívico das democracias agnósticas. Outros só viram as realidades do prazer sensual: é o homem pansexualista de Freud. Outros só viram as realidades dos impulsos violentos e dominadores: é o Super Homem de Nietzsche. Outros só viram as realidades de diferenciação do plasma germinativo; e engendraram o homem-raça de Ludwig Gumplowicz, de Gustav Ratzenhofer, de Houston Stewart Chamberlain e de Gobineau. Anteriormente, Rousseau e Locke haviam considerado apenas a bondade natural do ser humano, ao passo que Hobbes considerou somente a maldade natural da nossa espécie.

## Literatura
O estilo literário de Plínio Salgado é tipicamente nacionalista. O autor buscou uma fisionomia linguística espontânea e nacional, mergulhando no mistério do português brasileiro, na vida nacional e na natureza americana, com a independência do “sentir” espontâneo do povo brasileiro em relação à tradição lusitana. Para isso, articulava brasileirismos, indianismos e africanismos com propriedades fonéticas e sintáticas. Segundo Dom Arnoldo Nicolau de Flue Gut, “um dos aspectos mais marcantes do romance de Plínio Salgado” é o duplo caráter que ele dá à língua, exprimindo e criando a nacionalidade: “Nasce espontaneamente da terra e cria novamente o espírito da terra, mostrando-o na sua virilidade e beleza, na sua audácia e ingenuidade, no seu pulso e entusiasmo, na sua espiritualidade e dedicação, mas também na sua impotência e fragilidade, nos seus preconceitos e avatares caóticos”. Devido a um ideal de equilíbrio, no entanto, o autor evitou o exagero de fórmulas regionais e coloquialismos, sem os excessos de outros autores modernistas.
A obra romanesca de Plínio Salgado buscou, assim, desenvolver uma estética espontaneamente brasileira, através de um “nacionalismo interior e intuitivo”. Ao reagir contra outras tendências modernistas, na “Revolução da Anta”, ele executou um projeto literário voltado a explorar a própria vida brasileira na comunhão íntima com a terra, dentro da atmosfera nacional, para conhecer, viver e sentir a “brasilidade essencial”. Flue Gut traduz isso dizendo que ele procurou a forma no conteúdo do Brasil. Com isso, sua literatura passou do campo puramente estético-literário para o acentuadamente étnico-social, de forma que sua literatura é profundamente social, nacional e política. Neste aspecto, Homero Silveira viu em Plínio Salgado o “grande representante” da transição do romancista para sociólogo, também operada em importantes autores do café, muitos dos quais não conseguiram as habilidades necessárias. Segundo Flue Gut, Plínio Salgado teve uma influência tão grande do tradicionalismo quanto do modernismo.
Embora seu conteúdo seja étnico-social, a literatura pliniana apresenta um sentido existencial, retratando a crise entre duas concepções opostas da vida, o espiritualismo e o materialismo. Nesse contexto, ela é caracterizada por um forte simbolismo. A obra se agita na luta entre o ideal e a realidade, o ser humano debatendo-se entre o espírito e a matéria. Três grandes arquétipos tradicionais, que marcam as suas personagens positivas, garantem a vitória do espírito, com a posse da liberdade e da disciplina: o Sábio, o Santo e o Herói. Os três tipos reclamam o mais alto grau de domínio sobre si mesmos, para a liberdade de suas almas. O Sábio se torna livre pelo espírito, o Santo pela renúncia, o Herói pelo sacrifício no ato heroico. Todos são unidos pelo tipo comum do Artista. Isso é desenvolvido no romance pliniano através de um lirismo tipicamente brasileiro, que o perpassa: a transição perpétua do pessimismo ao otimismo. Flue Gut resume-o assim: “O homem diante da natureza luxuriante da terra, desanimando-o no intento de dominá-la, e, ao mesmo tempo provocando-o a imitar-lhe o exemplo de perpétua renovação elementar da mocidade”. Desse modo, a vida reveza com a morte, o bem com o mal, a alegria com a tristeza, mas acima de tudo e apesar de tudo, continuam vivos e solares os ideais da vida que deixam “entrever sorrisos, onde as faces se imobilizam no suicídio”. Mostrando esses ideais na sua realidade contingente, em meio a muitas contradições, Plínio Salgado tenta criar no leitor a consciência de uma “revolução interior”, ao espontaneamente casar os valores morais e estéticos, como se arte e ética formassem, na expressão de Flue Gut, corpo e alma.
Na forma, o romance de Plínio Salgado é “uma viagem aérea sobre a realidade brasileira”, em estilo cinematográfico, dinâmico e sincrético. Ele não se fixa em uma figura central, mas em estilhaços, tipos e símbolos díspares, buscando um mosaico. O autor via nisso a execução de um ideal para o romance moderno, que, segundo ele, reclama velocidade, simultaneidade, complexidade e dinamismo. Segundo ele, o artista é “um médium das intenções do seu tempo”, devendo traduzi-las. Assim, de forma a captar o tumulto da vida moderna, o estilo de Plínio Salgado se caracteriza pela síntese, concisão e velocidade, tendo Alceu Amoroso Lima afirmado que o autor busca “dar a sensação da trepidação da vida” e sofre “a influência inevitável do cinema, como técnica expressiva, e da sua multiplicação interior de pontos de vista”. Mas, cheio de rápidas alusões, acaba por ser hermético aos que não possuem o devido preparo, na opinião de Silveira Bueno. Com a ausência de uma unidade orgânica em seus principais romances (exceto A Voz do Oeste), causada pela técnica cinematográfica, a unidade é percebida no conteúdo ideal do pensamento do autor.

### Crítica literária
Em 1926, o escritor Monteiro Lobato, em artigo referente ao romance O Estrangeiro, de Plínio Salgado, diz que "Plínio Salgado consegue o milagre de abarcar todo o fenômeno paulista, o mais complexo do Brasil, talvez um dos mais complexos do mundo, metendo-o num quadro panorâmico de pintor impressionista". Também observa que "todo o livro é uma inaudita riqueza de novidades bárbaras, sem metro, sem verniz, sem lixa acadêmica — só força, a força pura, ainda não enfiada em fios de cobre, das grandes cataratas brutas", terminando dizendo que "Plínio Salgado é uma força nova com a qual o país tem que contar". Da mesma maneira, o crítico literário Wilson Martins considerou O Estrangeiro como a maior realização romanesca da década de 1920 no Brasil, ao lado de O Esperado, também de Plínio Salgado. Segundo Alceu Amoroso Lima, O Estrangeiro é uma "das poucas páginas fortes e duradouras do movimento literário modernista em prosa".
Já o escritor baiano Jorge Amado, seu adversário político e ideológico e membro do Partido Comunista Brasileiro, apresenta uma visão diferente da obra literária de Plínio Salgado em O Cavaleiro da Esperança (1942), biografia do líder comunista Luís Carlos Prestes:
Nunca, em todo mundo, incluindo o futurismo de Marinetti no fáscio italiano, incluindo as teorias árias do nazismo alemão, nunca se escreveu tanta idiotice, tanta cretinice, em tão má literatura, como o fez o integralismo no Brasil. Foi um momento onde maior que o ridículo só era a desonestidade. Plínio Salgado, führer de opereta, messias de teatro barato, tinha o micróbio da má literatura. Tendo fracassado nos seus plágios de Oswald de Andrade, convencido que não nascera para copiar boa literatura, plagia nesses anos o que há de pior em letra de fôrma no mundo. É a literatura mais imbecil que imaginar se possa.
Segundo Flávio Aguiar, Plínio Salgado “teve seu forte na pintura dos quadros sociais e na psicologia das relações humanas nesse quadro de transformações”, traçando “retratos muito vívidos e críticos da sociedade brasileira, sobretudo a de São Paulo, e dos processos de transformação por que o país, o estado e a cidade passavam”, pintando tudo isso “com cores muito expressivas”. Na sua opinião, o “Waterloo literário” de Plínio Salgado veio do seu desejo de traçar modelos para a sociedade nacional. Aguiar acredita que a literatura de Plínio apresenta elementos também presentes em autores como Eça de Queirós e Camilo Castelo Branco.

## Obras
- Thabor (poemas), 1919
- A boa nova (assuntos bíblicos), 1921
- O Estrangeiro (romance), 1926
- Literatura e Política, 1927
- A anta e o curupira (manifesto modernista), 1927
- O curupira e o carão (em colaboração com Menotti del Pichia e Cassiano Ricardo), 1927
- A literatura gaúcha, conferência literária realizada no Centro Gaúcho de São Paulo, 1927
- O Esperado (romance), 1931
- Oriente (relato de viagens), 1931
- O cavaleiro de Itararé (romance), 1933
- O que é o Integralismo (filosofia política), 1933
- Psicologia da Revolução (filosofia, política e sociologia), 1933
- A Voz do Oeste (romance histórico), 1934
- O sofrimento universal (filosofia e sociologia), 1934
- A quarta humanidade (filosofia), 1934
- Despertemos a Nação (política), 1934
- A doutrina do Sigma (política), 1935
- Cartas aos Camisas-Verdes (discursos), 1935
- Palavra Nova dos Tempos Novos (temas literários e políticos), 1936
- Nosso Brasil (brasilidade), 1937
- Geografia sentimental (brasilidade), 1937
- Páginas de combate (política), 1937
- Vida de Jesus (biografia e teologia), 1942
- A aliança do Sim e do Não (ensaio histórico, sociológico e religioso), 1943
- A mulher no século XX (psicologia e sociologia), 1946
- O Rei dos Reis (história e religião), 1946
- Conceito cristão da democracia (ensaio político-filosófico), 1946
- Primeiro, Cristo! (religião), 1946
- A Tua Cruz, Senhor (religião), 1946
- Como nasceram as cidades do Brasil (história), 1946
- Madrugada do espírito (antologia filosófico-política), 1946
- O Integralismo brasileiro perante a Nação (seleção de documentos sobre política), 1946
- A imagem daquela noite (teatro religioso), 1947
- Mensagem às pedras do deserto (ensaios políticos), 1947
- Direitos e deveres do Homem (trabalho apresentado nas Conversações Católicas de San Sebastian), 1948
- Poema da Fortaleza de Santa Cruz (poesia), 1948
- Extremismo e democracia (política), 1948
- O ritmo da história (ensaios políticos), 1949
- Discursos (seleção de conferências), 1949
- Como se prepara uma China (política), 1949
- São Judas Tadeu e São Simão Cananita (hagiografia), 1950
- Sete noites de Joãozinho (literatura infantil), 1951
- Espírito da Burguesia (ensaio sociológico), 1951
- O Integralismo na vida brasileira (história e política), 1953
- As qualidades e as virtudes de Euclides da Cunha (síntese de conferência proferida em São José do Rio Pardo na V Semana Euclidiana; coautoria de Tasso da Silveira), 1954
- Atualidades Brasileiras, 1954
- Roteiro e crônica de mil viagens, 1954
- Críticas e prefácios (literatura), 1954
- Contos e fantasias (literatura), 1954
- Sentimentais (literatura), 1954
- A inquietação espiritual na atualidade brasileira, 1954
- Viagens pelo Brasil, 1954
- Mensagem ao povo brasileiro, 1955
- Livro verde da minha campanha, 1956
- Doutrina e tática Comunistas (noções elementares), 1956
- A doutrina do Integralismo (opúsculo), 1957
- Reconstrução do Homem, 1957
- Discursos na Câmara dos Deputados (seleção), 1961
- Poemas do século tenebroso (sob o pseudónimo Ezequiel), 1961
- A crise parlamentar (cinco discursos), 1962
- A Imitação de Cristo, Tomás de Kempis (edição e introdução), 1963
- Compêndio de Instrução Moral e Cívica (livro didático), 1964
- História do Brasil, 2 vols. (livros didáticos de história brasileira), 1969
- Trepandé (romance), 1972
- 13 anos em Brasília (recordações), 1973
- Tempo de exílio (correspondência familiar), 1980 (obra póstuma)
- Minha segunda prisão e meu exílio/Diário de bordo, 1980 (obra póstuma)
- Discursos parlamentares de Plínio Salgado (organização e introdução de Gumercindo Rocha Dorea), 1982
- O dono do mundo (romance), 1999 (obra póstuma)

### Opúsculos editados pelo Congresso Nacional
- A batalha do Riachuelo (como orador oficial do Parlamento Brasileiro nas comemorações do centenário), 1965
- Sol do Oriente, Sol do Ocidente (sobre as relações entre Brasil e Japão, como orador oficial do Parlamento Brasileiro), 1967
- 40º aniversário do lançamento do Manifesto da Ação Integralista Brasileira, 1972
- O grito do Ipiranga (por ocasião do sesquicentenário da Independência do Brasil), 1972
- A Semana de Arte Moderna (nas comemorações do 50º aniversário da Semana de Arte Moderna), 1972
- Origens e evolução do Parlamento (sesquicentenário do Legislativo Brasileiro), 1973
- Evolução histórica da gravura (aula proferida na abertura de exposição retrospectiva promovida em Brasília), 1974
- Despedida do Parlamento, 1975

### Arquivo Plínio Salgado
Os documentos de Plínio Salgado se encontram hoje sob a guarda do Arquivo Público e Histórico do Município de Rio Claro.
O acervo é composto por 40.970 correspondência de 1926-1976 (61.194 páginas); mais de 400 livros, particularmente as obras doutrinárias de Plínio Salgado e publicações de autores integralistas; atas produzidas pelos núcleos da Ação Integralista Brasileira e diretórios do Partido de Representação Popular; 6.762 fotos familiares e políticas envolvendo a Ação Integralista Brasileira e o Partido de Representação Popular; 570 exemplares de jornais e revistas, com destaque para A Offensiva (1934-1938), O Aço Verde (1935) e Monitor Integralista (1933-1937), Revista Anauê (1935-1937), Acção (1936-1938); além de objetos pessoais e material de propaganda política como botons, distintivos, medalhas, bandeiras, adesivos, louças etc.
No mês de outubro de 2014 o acervo Plínio Salgado, custodiado no Arquivo Público e Histórico do Município de Rio Claro foi nominado no Programa Memória do Mundo da Unesco - Memory of the World (MoW).
Criado pela Unesco (Organização das Nações Unidas para a Educação, a Ciência e a Cultura) em 1992, o Programa Memória do Mundo reconhece como patrimônio da humanidade documentos ou conjuntos documentais, arquivos e bibliotecas de grande valor internacional, nacional e regional.